# Теорія виробництва
Тео́рія виробни́цтва — це вивчення виробництва, економічного процесу перетворення сировини чи вихідних продуктів на вихідний товарний продукт.

## Економічні аспекти виробництва
Теорія виробництва базується на використанні факторних моделей, що пов'язують величину результату виробництва з обсягами виробничих факторів, та обумовлюють цей результат.
Виробництво — це процес використання праці та обладнання (капіталу) разом з природними ресурсами і матеріалами для створення необхідних продуктів та надання послуг. Виробничі послуги праці, капіталу, землі та підприємницьких здібностей називаються факторами виробництва.
Теорія виробництва пропонує багато видів виробничих функцій, які виражають різні залежності між величиною факторів, що використовуються і обсягом випущеної продукції.
Хоча виробничі функції є різними для різних галузей виробництва, вони мають спільні властивості:
1. завжди існує межа збільшення обсягу виробництва шляхом постійного додавання одного з факторів виробництва (наприклад, неможливо нескінченно розширювати обсяг випуску продукції, збільшуючи кількість працівників, оскільки для них забракне устаткування; не можна без кінця купувати нове устаткування, бо у певний момент для нього не вистачить виробничих площ);
2. фактори виробництва є такими, що заміна одних ресурсів іншими у певній пропорції є можливою без скорочення обсягу виробництва.

## Технічні аспекти виробництва
Технологія — це практичне застосування знань про способи виробництва продуктів і послуг. Вона матеріалізується:
- у нових зразках обладнання;
- у нових методах виробництва;
- у новій організації праці;
- у підвищенні загальноосвітнього та професійного рівня підготовки працівників.

## Соціальні аспекти виробництва
Соціально-економічні відносини у виробництві визначаються насамперед панівними відносинами власності. Їх вивченню присвячені спеціальні розділи курсу основ економічної теорії. Мікроекономіка вивчає, головним чином, виробництво як продуктивну систему, здатну постачати на ринок певну кількість товару, витративши при цьому деякі кошти та споживши певні обсяги ресурсів.
Здатність виробництва продукувати товари при відповідних затратах факторів виробництва визначається передусім технологією, що використовується у ньому.